# Feldrede

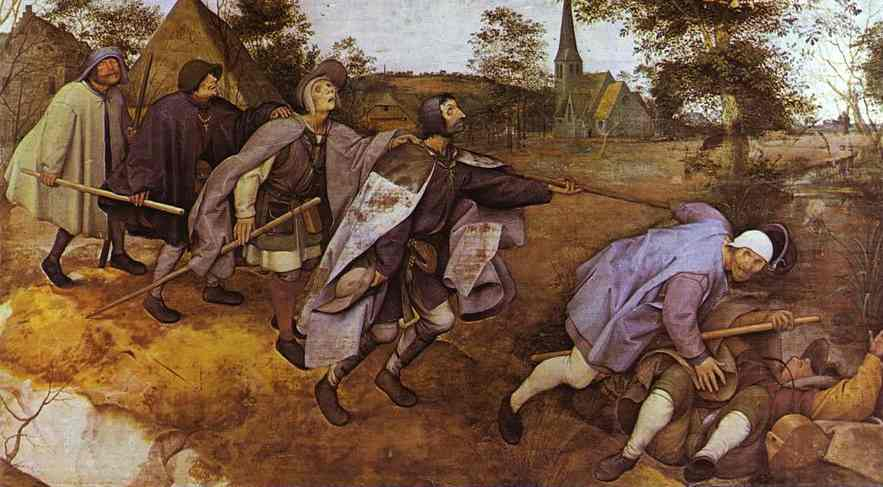
Aus der Feldrede: „Kann etwa ein Blinder einen Blinden führen? Werden nicht beide in eine Grube fallen?“ Gemälde von Pieter Brueghel d. Ä. (1568)

Die Feldrede (auch Feldpredigt) ist ein Textabschnitt des Lukasevangeliums (Lk 6,17–49 ) im Neuen Testament, in dem Jesus von Nazaret seine Lehre verkündet.

## Gliederung
Die rahmenden Verse 6,20a und 7,1 zeigen, dass der Evangelist die Rede als eine Einheit betrachtet. Die Feldrede kann in folgender Weise gegliedert werden:
Erster Teil
- 6,17-19  Einführung

- 6,20–23 Seligpreisungen
- 6,24–26  Weherufe (nicht in der Bergpredigt)

Zweiter Teil
- 6,27–28 Feindesliebe
- 6,29–30 Verzicht auf Widerstand
- 6,31 Goldene Regel
- 6,32–34 Argumentation (drei Beispiele)
- 6,35a Feindesliebe
- 6,35b Doppelte Verheißung
- 6,36 Reziprozitätsformel
- 6,37–38a Verzicht auf das Richten; Schenken
- 6,38b (nicht in der Bergpredigt) Gutes Maß als Lohn
- 6,38c (aus dem Markusevangelium) Maß als Forderung

Dritter Teil
- 6,39 (bei Matthäus außerhalb der Bergpredigt) Blinder Führer
- 6,40 (bei Matthäus außerhalb der Bergpredigt) Jünger und Lehrer
- 6,41–42 Splitter und Balken
- 6,43–44 Baum
- 6,45 Mensch
- 6,46 Jesus Herr nennen
- 6,47–49 vom richtigen und falschen Bauen

## Verhältnis zur Bergpredigt
Die Feldrede weist Parallelen zur deutlich längeren Bergpredigt im Matthäusevangelium auf (vgl. Mt 5,1-7,29). Das Verhältnis beider Texte ist oft analysiert worden; wichtig sind drei Deutungsversuche:
1. Matthäus und Lukas benutzen eine Logienquelle, die sie ergänzen und überarbeiten;
2. Beide benutzen dazuhin verschiedene Vorlagen;
3. Lukas kennt das Matthäusevangelium.

Bis auf wenige Ausnahmen sind die Worte der Feldrede in der Bergpredigt zu finden. Viele Worte der Bergpredigt, die in der Feldrede fehlen, sind im Lukasevangelium in einen anderen Kontext eingeordnet, meist im lukanischen Reisebericht. Die Worte, die sowohl in der Bergpredigt als auch in der Feldrede enthalten sind, werden meist in der gleichen Reihenfolge dargeboten. Diese Beobachtung führte zu der Vermutung, dass beide Evangelisten die Logienquelle Q nutzen, einen griechischen Text, der ihnen schriftlich vorliegt. Matthäus hat diesen Text mit anderen Stoffen aufgefüllt, so wie er das auch bei den anderen großen Reden seines Evangeliums getan hat.
Lukas hat die Fassung der Logienquelle in der Feldrede treuer bewahrt, Matthäus hat stärker redaktionell eingegriffen. Andererseits übersetzt Lukas die Worte Jesu für ein griechisches Publikum. Sein Bezugsrahmen ist nicht mehr (wie bei der Logienquelle und bei Matthäus) die Tora mit ihren Einzelgeboten, sondern das griechische Ethos.

## Einzelanalyse

### Erster Teil
Wie die Bergpredigt beginnt die Rede mit den Seligpreisungen. Hier werden die Jünger, anders als bei Matthäus, jedoch direkt angeredet: „Selig seid ihr; denn das Reich Gottes ist euer“. Vier Seligpreisungen entsprechen bei Lukas vier Weherufen; die ersten drei Sätze jeder Reihe sind knapp gehalten, der jeweils vierte (wahrscheinlich Gemeindebildung) ist entfaltet.
Da es schwer verständlich ist, warum Matthäus die Weherufe ausgelassen haben sollte, wenn er sie in seiner Quelle gelesen hätte, wird vermutet, dass Matthäus und Lukas bei der Bergpredigt bzw. Feldrede abweichende Fassungen der Logienquelle Q vorlagen (QMt und QLk).
| Seligpreisung | Kommentar | Weheruf |
| --- | --- | --- |
| „Selig, ihr Armen, denn euch gehört das Reich Gottes.“ (Vers 20) | Πτοχός ist der Bettelarme. Nicht arm sein an sich ist positiv; Gott wird die Armen bald rehabilitieren. | „Doch weh euch, ihr Reichen; denn ihr habt euren Trost schon empfangen.“ (Vers 24)                                  |
| „Selig, die ihr jetzt hungert, denn ihr werdet gesättigt werden.“ (Vers 21a) | Bei Lukas Anklang an das Magnifikat (auch folgende Seligpreisung). | „Weh euch, die ihr jetzt satt seid; denn ihr werdet hungern.“ (Vers 25a)                                            |
| „Selig, die ihr jetzt weint, denn ihr werdet lachen.“ (Vers 21b) | Das Alte Testament kennt das Bild des tröstenden Gottes. | „Weh, die ihr jetzt lacht; denn ihr werdet klagen und weinen.“ (Vers 25b)                                           |
| „Selig seid ihr, wenn euch die Menschen hassen und wenn sie euch ausstoßen und schmähen und euren Namen in Verruf bringen um des Menschensohnes willen. Freut euch und jauchzt an jenem Tag; denn siehe, euer Lohn im Himmel wird groß sein. Denn ebenso haben es ihre Väter mit den Propheten gemacht.“ (Verse 23–24) | Hier spricht die Gemeinde der Logienquelle. Selig sind leidende Christen, nicht mehr allgemein leidende Menschen. Die Hoffnung richtet sich nicht mehr auf Gottes Gerechtigkeit, sondern (anthropozentrisch) auf den Lohn für das Leiden. | „Weh, wenn euch alle Menschen loben. Denn ebenso haben es ihre Väter mit den falschen Propheten gemacht.“ (Vers 26) |

Die als Einheit überlieferte Seligpreisung der Armen, Hungernden, Weinenden wird in der Regel auf Jesus von Nazareth zurückgeführt. Die ursprüngliche 3. Pers. Pl. hat Lukas zur Anrede (2. Pers. Pl.) verändert. Die Weherufe sind sekundär, ein „blasses negatives Abbild der Seligpreisungen.“

### Zweiter Teil
Die Fassung des Gebots der Feindesliebe zeigt: Lukas schreibt (verglichen mit der Q-Gemeinde) für wohlhabendere Leser. Verfolgung müssen sie nicht befürchten, nur Beschimpfung. Sie können Gutes tun und andere finanziell unterstützen. Deshalb aktualisiert Lukas für sie das Gebot der Feindesliebe.
Beim Verzicht auf Widerstand hat Matthäus ein jüdisches Gericht vor Augen, das die Unterkleidung konfiszieren durfte, aber nicht den Mantel (ein großes Stück Stoff, in den man sich zum Schlafen einwickelte). Logienquelle und Lukas dagegen denken an Räuber, die nach dem Mantel greifen, nicht nach dem Hemd.
Verzicht auf das Richten heißt, kein definitives Urteil über andere Menschen fällen.
Das Bild des Lohnes in V. 38b zeigt einmal den Kunden, der die Ware in den Falten seiner Kleidung (εις τὸν κόλπον) verstaut, sodann den Händler, der das Getreide in ein Messgerät gibt, dieses schüttelt und dann noch Getreide nachschüttet, bis es überläuft – ein sehr zuvorkommendes Verhalten.

### Dritter Teil
Den dritten Teil der Feldrede hat Lukas selbst in 6,39 unter die Überschrift „Gleichnisrede“ (παραβολή) gesetzt. Er sammelt hier „Logien Jesu mit Bildcharakter.“ Die Bilder vom blinden Blindenführer und vom Baum und seinen Früchten sind abgenutzte Metaphern, aber das Logion vom Splitter und vom Balken wirkt frisch und unverbraucht.
Wer sind die blinden Blindenführer? Drei Vorschläge:
1. Pharisäer;
2. Christliche Gemeindeleiter;
3. Alle Christen. Solange sie selbst noch blind sind (siehe: Splitter und Balken), können sie anderen nicht helfen.

Beim Logion von den zwei Häusern besteht der Kontrast bei Matthäus zwischen Stein und Sand und bei Lukas zwischen Sand und Erde. Vor allem aber hebt Lukas den Vorteil eines Fundaments hervor.